# The New Year
The New Year es un grupo de Indie Rock, procedente de EE. UU.

## Historia
The New Year se formó en 1999 tras la disolución de Bedhead, el grupo que lideraban los hermanos Kadane. Al igual que con su antiguo grupo, sus componentes están dispersos por distintos puntos del país. Su primer disco, Newness Ends, fue grabado en el año 2000 por Steve Albini y lanzado en febrero de 2001 por la discográfica Touch and Go Records. Después de la grabación, los miembros del grupo regresaron a sus proyectos personales hasta que en el año 2003 volvieron al estudio de  Albini. De esas sesiones salió The End Is Near, publicado en 2004. 
El 9 de septiembre de 2008 se publicó en EE. UU. el disco The New Year. Durante la gira euroea correspondiente actuaron en el festival Tanned Tin de Castellón el 15 de noviembre de 2008. El 28 de mayo actuaron en Valladolid con motivo del Véral promovido por el colectivo Laika Sputnik.
En mayo de 2017 se publicó su último disco hasta la fecha, Snow, lanzado en la discográfica Undertow.

## Discografía
- Newness Ends - 2001
- The End Is Near - 2004
- The New Year - 2008
- Snow - 2017